# Sóstenes da Macedónia
Sóstenes (em grego:  Σωσθένης; ? — 277 a.C.) foi um rei (ou estratego) da Macedônia na época confusa em que a Grécia foi invadida pelos gauleses.
Durante a invasão gaulesa da Grécia, a Macedónia teve vários reis, que governaram por pouco tempo. Ptolemeu Cerauno, filho de Ptolemeu I Sóter e Eurídice, filha de Antípatro, era jovem e inexperiente nos assuntos da guerra; sob seu comando o exército macedônio foi cortado em pedaços e destruído pelos gauleses e ele foi morto. Meleagro, irmão ou tio de Ptolemeu Cerauno, foi o próximo rei, iniciando seu reinado no quinto mês do primeiro ano da 125a olimpíada, mas governou por apenas poucos dias (dois meses, segundo Eusébio), antes de ser derrotado. Seu sucessor foi Antípatro Etesias, sobrinho de Cassandro, que reinou por quarenta e cinco dias, seguido de Sóstenes.
Sóstenes afastou  Antípatro do trono porque não o considerava como um general capaz de enfrentar a ameaça dos gauleses. Sóstenes derrotou Breno e morreu após reinar dois anos.
Após Sóstenes, a Macedónia tornou-se uma anarquia, segundo Eusébio de Cesareia, sendo disputada por Ptolemeu, Alexandre e Arideu, ou foi governada por Ptolemeu, Alexandre e, finalmente, Pirro, rei do Epiro; o total de tempo de todos estes reis (Meleagro a Alexandre) foi de três anos.
A Macedônia só voltaria à estabilidade com Antígono Gônatas, filho de Demétrio Poliórcetes e Fila, filha de Antípatro.